# 伊高·摩域治
伊高·摩域治（1986年3月31日—），生於南斯拉夫斯梅代雷沃，塞爾維亞足球運動員，司職中堅，曾效力香港超級聯賽球會愉園。

## 球員生涯
摩域治生於南斯拉夫斯梅代雷沃，2005年在當地球會薛謝斯歷卡展開球員生涯。2006年轉投波扎雷華茨。2009年加盟塞爾維亞超級聯賽球會斯美迪利夫，在三年半期間共上陣超過60場。
2013年1月11日，摩域治以自由身來香港加盟甲組球會太陽飛馬。2月2日，對南華的聯賽首度亮相，他加盟後為當時大展拳腳的飛馬建立穩健的後防，及後更與巴西中堅施薩合作無間。在3月10日，作客以3–2擊敗屯門的足總盃8強首回合，取得加盟後的首個入球，結果太陽飛馬於當季三奪亞軍，在聯賽又屈居傑志之下。季尾，的香港足球明星選舉首次入選最佳十一人，
惟摩域治一季表現滑落，不時被批評表現失準，最終於2015年6月重返家鄉加盟塞爾維亞甲組球會戴拿模弗拉涅。2016年重投當地西部聯賽球會沙迪特。2017年1月，摩域治與標準灝天簽約6個月至季尾。3月17日，以4–1擊敗港會的聯賽，取得加盟後的首個入球，協助球隊護級成功。球季完結後，摩域治隨球隊總監李輝立一同轉投以年青球員為主的標準流浪，更成為隊長。10月28日，對冠忠南區的菁英盃分組賽，取得加盟後的首個入球，協助流浪以2–1勝出。結果流浪在2018年4月22日主場不敵R&F富力後，宣告護級失敗。
2018年8月7日，爭取升上港超聯的甲組球會愉園宣布摩域治加盟。愉園奪得香港甲組聯賽冠軍，獲得升上港超聯的資格，摩域治繼續留效。
2020年5月17日，愉園確認不與包括摩域治在內的三位東歐外援球員續約，摩域治季尾約滿後將離隊。

## 榮譽
港聯
- 香港賀歲盃冠軍（2018年）

太陽飛馬
- 香港甲組聯賽亞軍（2013–14季度）
- 香港高級組銀牌亞軍（2013–14季度）
- 香港足總盃亞軍（2013–14季度）

愉園
- 香港甲組聯賽冠軍（2018–19季度）

個人
- 香港足球明星選舉 最佳十一人（2013–14季度）

## 外部連結
- 香港足球總會網頁球員註冊資料 （页面存档备份，存于）